# Zhong lie tu
Zhong lie tu (忠烈圖), comercialitzada en anglès com The Valiant Ones és una wuxia de Taiwan i Hong Kong del 1975 escrita i dirigida per King Hu. La pel·lícula retrata un conflicte de l'època Ming entre funcionaris xinesos i pirates japonesos mediat per un duo d'arts marcials marit i muller.

## Argument
Davant les amenaces dels pirates japonesos al llarg de la costa sud de la Xina, els funcionaris xinesos de la dinastia Ming recluten un duo d'arts marcials marit i muller per lluitar contra els seus adversaris.

## Llançament
The Valiant Ones es va projectar al Festival Internacional de Cinema de Chicago de 1975, on va ser nominada a la millor pel·lícula. La pel·lícula també es va projectar al Festival Internacional de Cinema de Rotterdam de 1995 i al Festival Internacional de Cinema de Hong Kong de 2019. El Harvard Film Archive va organitzar una projecció de la pel·lícula com a part del seu programa cinematogràfic de 2013 King Hu and the Art of Wuxia en associació amb el Ministeri de Cultura de Taiwan . The Valiant Ones també és projectada periòdicament al Berkeley Art Museum and Pacific Film Archive com a part de les seves exhibicions de cinema.

## Recepció
Chris Berry, anteriorment professor associat d'estudis cinematogràfics a la UC Berkeley, va elogiar la "intricada xarxa de traïcions i trames" de la pel·lícula. Va descriure que "l'única noblesa que es pot tenir és dins de les espases dels valents, aquells condemnats a protegir les costes d'un imperi podrit des de dins". El Harvard Film Archive va nomenar The Valiant Ones el'"últim wuxia veritable" de King Hu. Van descriure que la "coreografia de la pel·lícula —l'acció s'expressa en traços cal·ligràfics com el breu soroll de les fulles, el sibilleig de les fletxes i el vol rítmic dels cossos—, la pel·lícula és, tanmateix, majestuosa en la seva evocació del paisatge. Però a diferència dels herois dotats sobrenaturalment de la majoria de les pel·lícules d'espases, els valents de Hu són mortals".
Derek Elley escriu que "The Valiant Ones... està ple de l'esperat flux i reflux de l'artifici, la sospita i la sussuració forestal: Hu [té la] habilitat magistral per evocar una sensació de realitat dislocada, la calma que indica un perill imminent... Hu mostra la seva preocupació perenne per l'ordre despietadament rígid de les estructures de poder, expressat, com sempre, a través de l'habilitat en les arts marcials".